# Cólica renal
Cólica renal ou Litíase Renal é um tipo de dor geralmente causada por cálculos renais. Está entre as dores mais intensas que um ser humano pode sentir sem relação com trauma direto. Geralmente é causada pela soma do bloqueio do ureter pelo cálculo renal, seu arrasto pelo trajeto e o inchaço da cápsula renal pelo acúmulo de urina não liberada devido à obstrução.
O tratamento da cólica renal, ou cólica nefrética, normalmente é feito com anti-inflamatórios por via intravenosa. Caso a dor persista, pode ser usado morfina.
Através de exercício físico, o mesmo poderá ser facilitado. Esta patologia do sistema urinário é bastante comum e estima-se que 9% das pessoas possa ter queixas pela litíase renal até os 45 anos.